# Wherever I May Roam
«Wherever I May Roam» (укр. «Де б я не блукав») — п'ята пісня з п'ятого, однойменного студійного альбому гурту Metallica, що вийшов у 1991 році.

## Музика
Всі струнні інструменти в цій пісні, дві гітари та бас-гітари налаштовані в стандартному ладу E A D G B E. В оригінальному записі пісні присутні цікаві азійські музичні інструменти, такі як гонг і ситара, та дванадцятиструнна бас-гітара Warwick (як пояснив, басист Джейсон Ньюстед в документальному фільмі: Classic Albums: Metallica — Metallica). Дванадцятиструнну бас-гітару використовують лише для звукового ефекту під час вступу, а як основний інструмент використовують 4-струнну бас-гітару.
Пісня часто виконується на концертах гурту, була виконана з симфонічним оркестром Сан-Франциско (диригент Майкл Камен) на концертному альбомі «S&M». На пісню відзнято кліп в якому показані кадри за лаштунками та на концерті гурту під час туру Metallica «Wherever We May Roam».

## Кавери та Медіа
- Пісню включили у музичну відеогру ''Guitar Hero: Metallica''.
- Гурт Iron Horse зіграв пісню на триб'ют альбомі «Metallica Fade To Bluegrass».
- Гурт Apocalyptica у дебютному альбомі «Plays Metallica by Four Cellos», зіграв «Wherever I May Roam» на чотирьох віолончелях.
- Гурт Sinner зіграв пісню на триб'ют альбомі «A Tribute to the Four Horsemen».

## Список композицій
Сингл в США
1. «Wherever I May Roam»
2. «Fade to Black» (концертний запис)

Міжнародний сингл
1. «Wherever I May Roam»
2. «Fade to Black» (концертний запис)
3. «Wherever I May Roam» (демо)

Міжнародний Digipak сингл
1. «Wherever I May Roam»
2. «Fade to Black» (концертний запис)
3. «Last Caress» (концертний запис)
4. «Am I Evil?» (концертний запис)
5. «Battery» (концертний запис)

## Позиції в чартах
| Чарт (1992)                    | Найвища позиція |
| ------------------------------ | --------------- |
| Australian Singles Chart       | 14              |
| French Singles Chart           | 28              |
| Dutch Singles Chart            | 22              |
| Norwegian Singles Chart        | 2               |
| Swedish Singles Chart          | 28              |
| UK Singles Chart               | 25              |
| US Billboard Hot 100           | 82              |
| US Billboard Album Rock Tracks | 25              |

## Учасники запису
- Джеймс Гетфілд — ритм-гітара, вокал
- Кірк Хаммет — соло-гітара
- Джейсон Ньюстед — бас-гітара, бек-вокал
- Ларс Ульріх — ударні